# سرجيو رودريغز مارتنيز
سيرجيو مارتنيز (بالإسبانية: Sergio Rodríguez Martínez)‏ لاعب كرة قدم إسباني من مواليد 26 جويلية 1978، يلعب حاليا مع ريال سوسييداد لكرة القدم وقد انتقل إليه قادما من نادي ألافيس.

## روابط خارجية
- سرجيو رودريغز مارتنيز على موقع قاعدة بيانات كرة القدم.إي يو (الإنجليزية)
- سرجيو رودريغز مارتنيز على موقع Soccerway.com (الإنجليزية)